# Арсентіївка (Сахалінська область)
Арсентіївка (рос. Арсентьевка) — село у Долинському міському окрузі Сахалінської області Російської Федерації.
Населення становить 3 особи (2013).

## Історія
З 1905 по 3 вересня 1945 року у складі губернаторства Карафуто Японії, відтак у складі Долинського міського округу Сахалінської області.

## Населення
| 1925 | 1935 | 2002 | 2010 | 2013 |
| ---- | ---- | ---- | ---- | ---- |
| 264  | ↗776 | ↘13  | ↘5   | ↘3   |